# ヴラジミール・オルランド・カルドソ・ジ・アラウージョ・フィーリョ
ヴラジミール（Vladimir）こと、ヴラジミール・オルランド・カルドソ・ジ・アラウージョ・フィーリョ（Vladimir Orlando Cardoso de Araújo Filho、1989年7月16日 - ）は、ブラジル・バイーア州出身のサッカー選手。カンピオナート・ブラジレイロ・グアラニFC所属。ポジションはゴールキーパー。